# Ipolit de Roma
Ipolit de Roma, în greacă Ἱππόλυτος, transliterat: Hippólytos, latinizat Hippolytus, (n. 170 d.Hr., Anatolia, Imperiul Roman – d. 235 d.Hr., Sardinia, Italia) a fost un discipol al episcopului Irineu de Lyon. La începutul secolului al III-lea a activat la Roma, unde a fost adversar al papei Calixt I. Ipolit de Roma a murit ca martir.
Ipolit este patronul orașelor St. Pölten, Saint-Hippolyte (Sankt Pilt) în Alsacia, Delft și Zell am See.
Este sărbătorit în calendarul răsăritean pe 30 ianuarie, iar în cel apusean pe 13 august.

## Scrieri
Primele menționări documentare ale botezului copiilor se găsesc în scrierea sa Baptismus infantium („Despre botezul copiilor”). O altă scriere a sa se numește „Respingerea tuturor ereziilor”.

## Reprezentări artistice
Iacob Zugravul l-a reprezentat pe sfântul Ipolit drept papă al Romei, alături de alți șapte papi, în Catedrala Sfânta Treime din Blaj. Pictura a fost datată în anii 1748-1749. Artistul a pictat cele opt portrete după modelul realizat de Grigore Ranite în Biserica Sf. Paraschiva din Rășinari, unde tatăl său a fost preot unit. Includerea sfântului Ipolit în seria portretelor de papi a fost reluată de Iacob Zugravul în Biserica Sfânta Treime din Sibiel.